# Radostyán
Radostyán là một thị trấn thuộc hạt Borsod-Abaúj-Zemplén, Hungary. Thị trấn này có diện tích 8,1 km², dân số năm 2010 là 622 người, mật độ 77 người/km².